# Ley

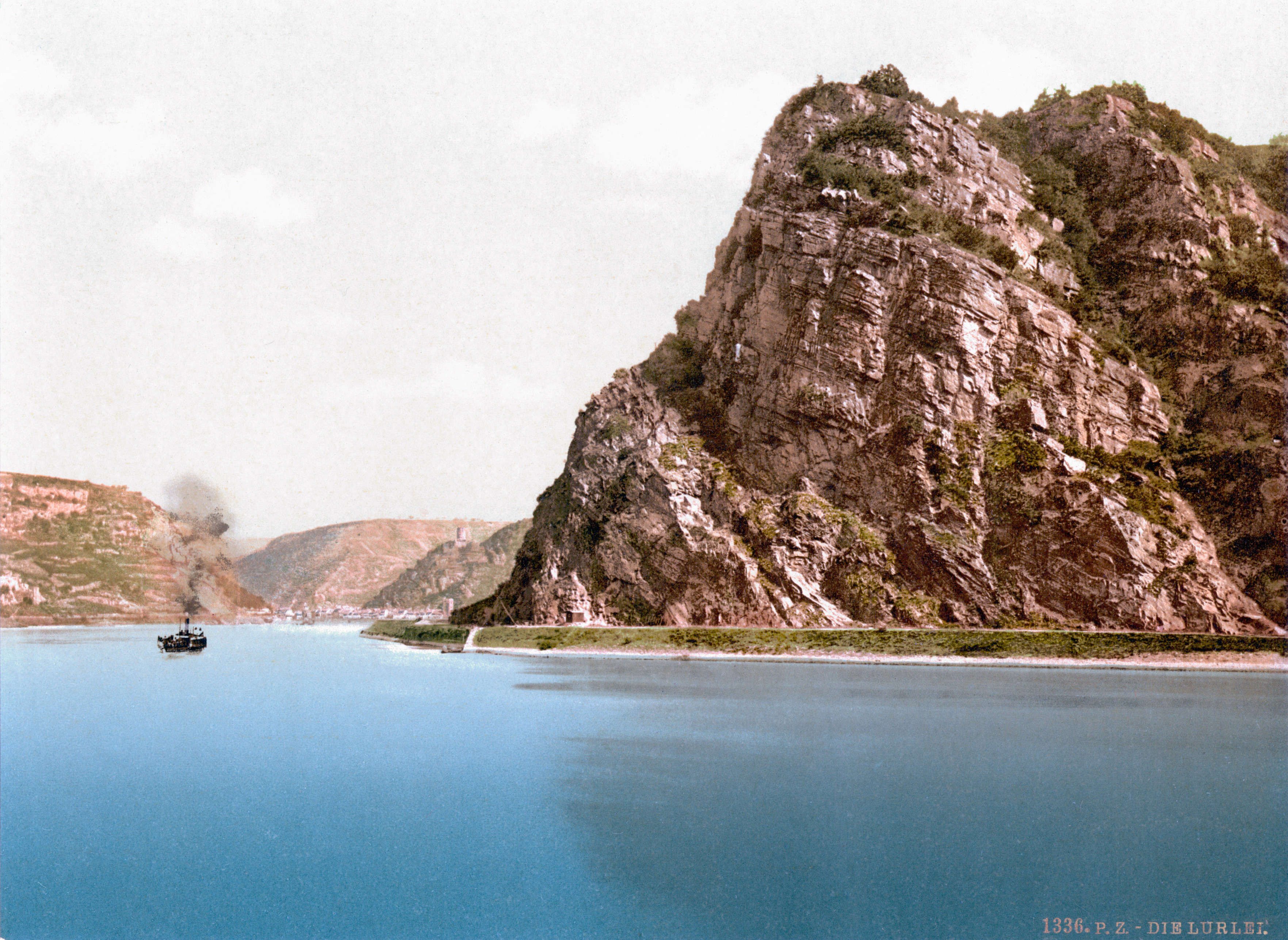
Loreley am Rhein, um 1900

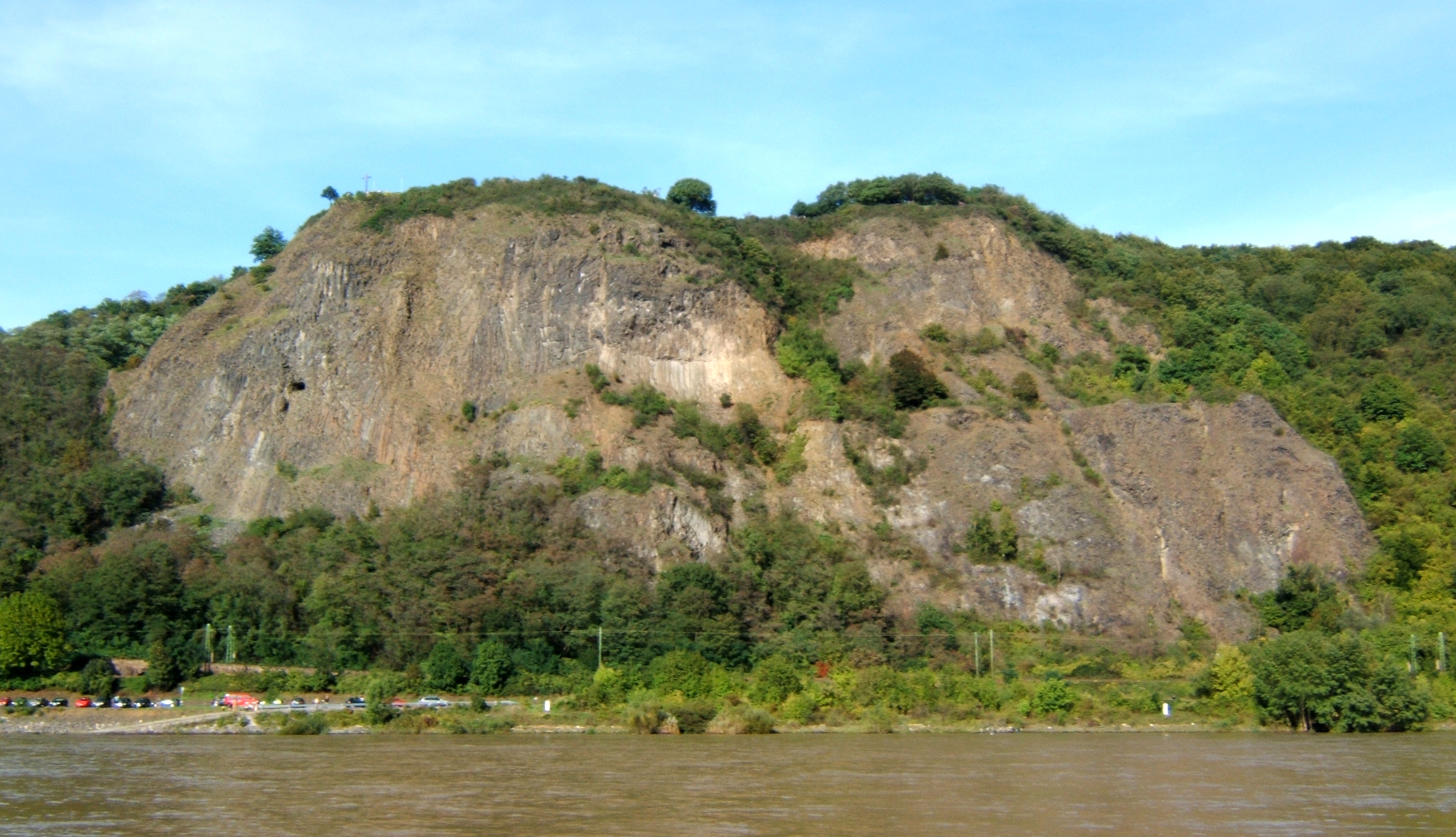
Erpeler Ley am Rhein

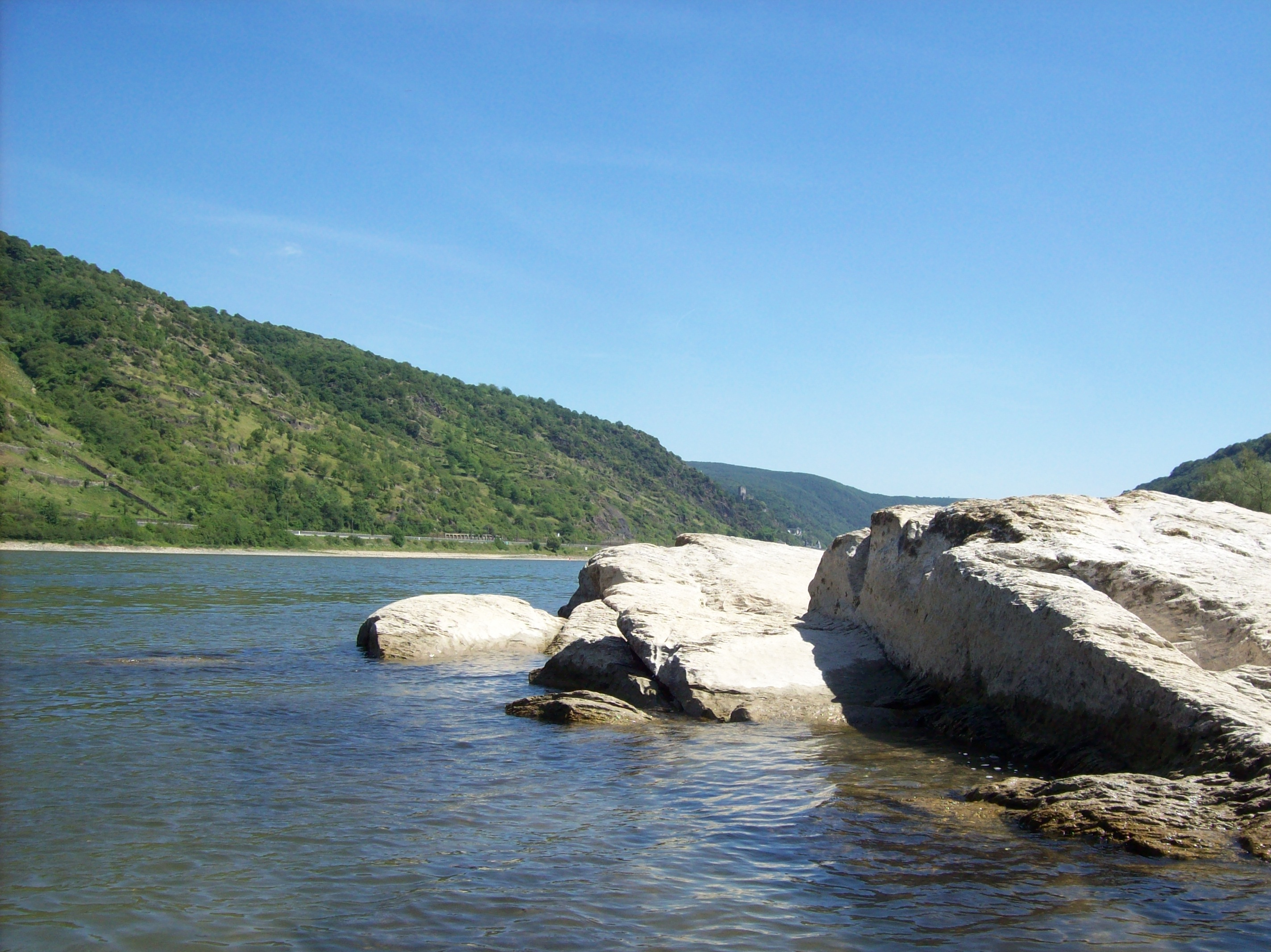
Die Rabenlay bei Oberwesel

Ley (die Ley, Plural: die Leyen) ist ein altes Wort für Fels oder Klippe.

## Bedeutungen
Neben natürlichen Felswänden werden auch künstliche Steinbrüche, wie etwa die Basalt-Steinbrüche der Eifel, als Ley oder Lay bezeichnet. Die dort tätigen Arbeiter wurden Layer genannt.
Im Etymologischen Wörterbuch der deutschen Sprache von Kluge (1989) ist die/(der) Lei mit den gleichgewichteten Bedeutungen Stein, Schiefer eingetragen.
Im Wörterbuch (1987) des Instituts für niederdeutsche Sprache ist für das Wort das Lei (ostfriesisch) nur die Bedeutung Schieferplatte, Schiefertafel angegeben. Das Lei aufhängen bedeute das Geschäft aufgeben.

## Etymologie
Ley, auch Lay, Lei, Lai, Laige oder Lägge, nach Grimm Leie, ist eine im mittelfränkischen und niederdeutschen Sprachraum häufig anzutreffende Bezeichnung für Fels. Das Wort stammt aus Altsächsisch lêia. Es bezieht sich insbesondere auf „Felsabbrüche“ und „Felswände“, insbesondere aber „Felsplatte“. Des Weiteren findet es sich auch im Sinne „Schiefergestein“ oder „Tonschiefer“ (Leienstein), wie auch gebrochen als „Schiefertafel“ als Schreibutensil oder „Schieferplatte“ in der Dachdeckerei (Leiendecker), niederländisch leyde, leye.
Nach Meinung der Keltologen der Universität Trier kommt der Begriff abgewandelt vom gallischen (keltischen) Wort lika, likka mit der Bedeutung Steinplatte.

## Beispiele
- Loreley, bekannter Schieferfelsen am Rhein
- Tholey, Gemeinde und Abtei im nördlichen Saarland
- Theley, ein Ortsteil von Tholey
- Erpeler Ley, Basaltfels am Rhein
- Der Koblenzer Stadtteil Lay
- Kaiserlei, ein Offenbacher Stadtteil, benannt nach einem Felsen am Main
- Die Rabenlay ist ein Berg des Siebengebirges, an dessen Fuß das Doppelgrab von Oberkassel gefunden wurde.
- Die Rabenlay ist eine Untiefe im Rhein bei Stromkilometer 548,5-549,0 Ortslage Oberwesel
- Mendiger Ley, Basaltbergwerk
- Leybucht nahe Norden (Ostfriesland)
- Plästerlegge („regnender Schieferfels“), Wasserfall beim Bestwiger Ortsteil Wasserfall
- Geierlay in (Mörsdorf Hunsrück), Deutschlands zweitlängste Hängebrücke